# Baljvine
Baljvine (kyrilliska: Баљвине) är en ort i kommunen Mrkonjić Grad i Serbiska republiken i västra Bosnien och Hercegovina. Orten ligger vid floden Vrbas, cirka 11 kilometer nordost om Mrkonjić Grad. Baljvine hade 350 invånare vid folkräkningen år 2013.
Av invånarna i Baljvine är 70,00 % bosniaker, 29,71 % serber och 0,29 % bosnier (2013).